# Familia Chamorro
La familia Chamorro tiene su origen en España. Una rama de la familia se instaló en Nicaragua, en el siglo XVIII y su influencia continúa hasta hoy. Históricamente, los Chamorro estuvieron estrechamente asociados con los conservadores, pero la Revolución Sandinista dividió su lealtad, cuando algunos miembros del clan apoyó la revolución sandinista. Miembros proeminentes de esta familia son:
|  |  | Josefa Peréz | Josefa Peréz | Josefa Peréz         | Josefa Peréz         | Josefa Peréz                    | Josefa Peréz                    |                                     |                                 | Pedro Jose Chamorro Argüello    | Pedro Jose Chamorro Argüello    | Pedro Jose Chamorro Argüello | Pedro Jose Chamorro Argüello | Pedro Jose Chamorro Argüello | Pedro Jose Chamorro Argüello |                            |                            | Josefa Margarita Alfaro Monterroso | Josefa Margarita Alfaro Monterroso | Josefa Margarita Alfaro Monterroso   | Josefa Margarita Alfaro Monterroso   | Josefa Margarita Alfaro Monterroso   | Josefa Margarita Alfaro Monterroso   |                                      |                                      |                               |                               |                           |                           |                                            |                                            |                                            |                                            |                                            |                                            |                                          |                                          |                                 |                                 |                                 |                                 |                                 |                                 |                                 |                                 |                                  |                                  |                                  |                                  |                                        |                                        |                                        |                                        |                                        |                                        |                          |                          |                          |                          |  |  |                            |                            |                            |                            |                            |                            |  |  |                                  |                                  |                                  |                                  |                                  |                                  |
|  |  | Josefa Peréz | Josefa Peréz | Josefa Peréz         | Josefa Peréz         | Josefa Peréz                    | Josefa Peréz                    |                                     |                                 | Pedro Jose Chamorro Argüello    | Pedro Jose Chamorro Argüello    | Pedro Jose Chamorro Argüello | Pedro Jose Chamorro Argüello | Pedro Jose Chamorro Argüello | Pedro Jose Chamorro Argüello |                            |                            | Josefa Margarita Alfaro Monterroso | Josefa Margarita Alfaro Monterroso | Josefa Margarita Alfaro Monterroso   | Josefa Margarita Alfaro Monterroso   | Josefa Margarita Alfaro Monterroso   | Josefa Margarita Alfaro Monterroso   |                                      |                                      |                               |                               |                           |                           |                                            |                                            |                                            |                                            |                                            |                                            |                                          |                                          |                                 |                                 |                                 |                                 |                                 |                                 |                                 |                                 |                                  |                                  |                                  |                                  |                                        |                                        |                                        |                                        |                                        |                                        |                          |                          |                          |                          |  |  |                            |                            |                            |                            |                            |                            |  |  |                                  |                                  |                                  |                                  |                                  |                                  |
|  |  |              |              |                      |                      |                                 |                                 |                                     |                                 |                                 |                                 |                              |                              |                              |                              |                            |                            |                                    |                                    |                                      |                                      |                                      |                                      |                                      |                                      |                               |                               |                           |                           |                                            |                                            |                                            |                                            |                                            |                                            |                                          |                                          |                                 |                                 |                                 |                                 |                                 |                                 |                                 |                                 |                                  |                                  |                                  |                                  |                                        |                                        |                                        |                                        |                                        |                                        |                          |                          |                          |                          |  |  |                            |                            |                            |                            |                            |                            |  |  |                                  |                                  |                                  |                                  |                                  |                                  |
|  |  |              |              |                      |                      |                                 |                                 |                                     |                                 |                                 |                                 |                              |                              |                              |                              |                            |                            |                                    |                                    |                                      |                                      |                                      |                                      |                                      |                                      |                               |                               |                           |                           |                                            |                                            |                                            |                                            |                                            |                                            |                                          |                                          |                                 |                                 |                                 |                                 |                                 |                                 |                                 |                                 |                                  |                                  |                                  |                                  |                                        |                                        |                                        |                                        |                                        |                                        |                          |                          |                          |                          |  |  |                            |                            |                            |                            |                            |                            |  |  |                                  |                                  |                                  |                                  |                                  |                                  |
|  |  |              |              |                      |                      | Presidente Fruto Chamorro Pérez | Presidente Fruto Chamorro Pérez | Presidente Fruto Chamorro Pérez     | Presidente Fruto Chamorro Pérez | Presidente Fruto Chamorro Pérez | Presidente Fruto Chamorro Pérez |                              |                              | Dionisio Chamorro Alfaro     | Dionisio Chamorro Alfaro     | Dionisio Chamorro Alfaro   | Dionisio Chamorro Alfaro   | Dionisio Chamorro Alfaro           | Dionisio Chamorro Alfaro           |                                      |                                      | Mercedes Oreamuno                    | Mercedes Oreamuno                    | Mercedes Oreamuno                    | Mercedes Oreamuno                    | Mercedes Oreamuno             | Mercedes Oreamuno             |                           |                           | Presidente Pedro Joaquín Chamorro y Alfaro | Presidente Pedro Joaquín Chamorro y Alfaro | Presidente Pedro Joaquín Chamorro y Alfaro | Presidente Pedro Joaquín Chamorro y Alfaro | Presidente Pedro Joaquín Chamorro y Alfaro | Presidente Pedro Joaquín Chamorro y Alfaro |                                          |                                          | Maria de la Luz Bolaños Bendana | Maria de la Luz Bolaños Bendana | Maria de la Luz Bolaños Bendana | Maria de la Luz Bolaños Bendana | Maria de la Luz Bolaños Bendana | Maria de la Luz Bolaños Bendana |                                 |                                 | General Fernando Chamorro Alfaro | General Fernando Chamorro Alfaro | General Fernando Chamorro Alfaro | General Fernando Chamorro Alfaro | General Fernando Chamorro Alfaro       | General Fernando Chamorro Alfaro       |                                        |                                        |                                        |                                        |                          |                          |                          |                          |  |  |                            |                            |                            |                            |                            |                            |  |  |                                  |                                  |                                  |                                  |                                  |                                  |
|  |  |              |              |                      |                      | Presidente Fruto Chamorro Pérez | Presidente Fruto Chamorro Pérez | Presidente Fruto Chamorro Pérez     | Presidente Fruto Chamorro Pérez | Presidente Fruto Chamorro Pérez | Presidente Fruto Chamorro Pérez |                              |                              | Dionisio Chamorro Alfaro     | Dionisio Chamorro Alfaro     | Dionisio Chamorro Alfaro   | Dionisio Chamorro Alfaro   | Dionisio Chamorro Alfaro           | Dionisio Chamorro Alfaro           |                                      |                                      | Mercedes Oreamuno                    | Mercedes Oreamuno                    | Mercedes Oreamuno                    | Mercedes Oreamuno                    | Mercedes Oreamuno             | Mercedes Oreamuno             |                           |                           | Presidente Pedro Joaquín Chamorro y Alfaro | Presidente Pedro Joaquín Chamorro y Alfaro | Presidente Pedro Joaquín Chamorro y Alfaro | Presidente Pedro Joaquín Chamorro y Alfaro | Presidente Pedro Joaquín Chamorro y Alfaro | Presidente Pedro Joaquín Chamorro y Alfaro |                                          |                                          | Maria de la Luz Bolaños Bendana | Maria de la Luz Bolaños Bendana | Maria de la Luz Bolaños Bendana | Maria de la Luz Bolaños Bendana | Maria de la Luz Bolaños Bendana | Maria de la Luz Bolaños Bendana |                                 |                                 | General Fernando Chamorro Alfaro | General Fernando Chamorro Alfaro | General Fernando Chamorro Alfaro | General Fernando Chamorro Alfaro | General Fernando Chamorro Alfaro       | General Fernando Chamorro Alfaro       |                                        |                                        |                                        |                                        |                          |                          |                          |                          |  |  |                            |                            |                            |                            |                            |                            |  |  |                                  |                                  |                                  |                                  |                                  |                                  |
|  |  |              |              |                      |                      |                                 |                                 |                                     |                                 |                                 |                                 |                              |                              |                              |                              |                            |                            |                                    |                                    |                                      |                                      |                                      |                                      |                                      |                                      |                               |                               |                           |                           |                                            |                                            |                                            |                                            |                                            |                                            |                                          |                                          |                                 |                                 |                                 |                                 |                                 |                                 |                                 |                                 |                                  |                                  |                                  |                                  |                                        |                                        |                                        |                                        |                                        |                                        |                          |                          |                          |                          |  |  |                            |                            |                            |                            |                            |                            |  |  |                                  |                                  |                                  |                                  |                                  |                                  |
|  |  |              |              | Gregoria Vargas Báez | Gregoria Vargas Báez | Gregoria Vargas Báez            | Gregoria Vargas Báez            | Gregoria Vargas Báez                | Gregoria Vargas Báez            |                                 |                                 | Salvador Chamorro            | Salvador Chamorro            | Salvador Chamorro            | Salvador Chamorro            | Salvador Chamorro          | Salvador Chamorro          |                                    |                                    | Presidente Rosendo Chamorro Oreamuno | Presidente Rosendo Chamorro Oreamuno | Presidente Rosendo Chamorro Oreamuno | Presidente Rosendo Chamorro Oreamuno | Presidente Rosendo Chamorro Oreamuno | Presidente Rosendo Chamorro Oreamuno |                               |                               |                           |                           |                                            |                                            |                                            |                                            |                                            |                                            |                                          |                                          |                                 |                                 |                                 |                                 |                                 |                                 |                                 |                                 |                                  |                                  |                                  |                                  |                                        |                                        |                                        |                                        |                                        |                                        |                          |                          |                          |                          |  |  |                            |                            |                            |                            |                            |                            |  |  |                                  |                                  |                                  |                                  |                                  |                                  |
|  |  |              |              | Gregoria Vargas Báez | Gregoria Vargas Báez | Gregoria Vargas Báez            | Gregoria Vargas Báez            | Gregoria Vargas Báez                | Gregoria Vargas Báez            |                                 |                                 | Salvador Chamorro            | Salvador Chamorro            | Salvador Chamorro            | Salvador Chamorro            | Salvador Chamorro          | Salvador Chamorro          |                                    |                                    | Presidente Rosendo Chamorro Oreamuno | Presidente Rosendo Chamorro Oreamuno | Presidente Rosendo Chamorro Oreamuno | Presidente Rosendo Chamorro Oreamuno | Presidente Rosendo Chamorro Oreamuno | Presidente Rosendo Chamorro Oreamuno |                               |                               |                           |                           |                                            |                                            |                                            |                                            |                                            |                                            |                                          |                                          |                                 |                                 |                                 |                                 |                                 |                                 |                                 |                                 |                                  |                                  |                                  |                                  |                                        |                                        |                                        |                                        |                                        |                                        |                          |                          |                          |                          |  |  |                            |                            |                            |                            |                            |                            |  |  |                                  |                                  |                                  |                                  |                                  |                                  |
|  |  |              |              |                      |                      |                                 |                                 |                                     |                                 |                                 |                                 |                              |                              |                              |                              |                            |                            |                                    |                                    |                                      |                                      |                                      |                                      |                                      |                                      |                               |                               |                           |                           |                                            |                                            |                                            |                                            |                                            |                                            |                                          |                                          |                                 |                                 |                                 |                                 |                                 |                                 |                                 |                                 |                                  |                                  |                                  |                                  |                                        |                                        |                                        |                                        |                                        |                                        |                          |                          |                          |                          |  |  |                            |                            |                            |                            |                            |                            |  |  |                                  |                                  |                                  |                                  |                                  |                                  |
|  |  |              |              |                      |                      |                                 |                                 | Presidente Emiliano Chamorro Vargas |                                 |                                 |                                 |                              |                              |                              |                              |                            |                            |                                    |                                    |                                      |                                      |                                      |                                      |                                      |                                      |                               |                               |                           |                           |                                            |                                            |                                            |                                            |                                            |                                            |                                          |                                          |                                 |                                 |                                 |                                 |                                 |                                 |                                 |                                 |                                  |                                  |                                  |                                  |                                        |                                        |                                        |                                        |                                        |                                        |                          |                          |                          |                          |  |  |                            |                            |                            |                            |                            |                            |  |  |                                  |                                  |                                  |                                  |                                  |                                  |
|  |  |              |              |                      |                      |                                 |                                 |                                     |                                 |                                 |                                 |                              |                              |                              |                              |                            |                            |                                    |                                    |                                      |                                      |                                      |                                      |                                      |                                      |                               |                               |                           |                           |                                            |                                            |                                            |                                            |                                            |                                            |                                          |                                          |                                 |                                 |                                 |                                 |                                 |                                 |                                 |                                 |                                  |                                  |                                  |                                  |                                        |                                        |                                        |                                        |                                        |                                        |                          |                          |                          |                          |  |  |                            |                            |                            |                            |                            |                            |  |  |                                  |                                  |                                  |                                  |                                  |                                  |
|  |  |              |              |                      |                      |                                 |                                 |                                     |                                 |                                 |                                 |                              |                              |                              |                              |                            |                            |                                    |                                    |                                      |                                      |                                      |                                      |                                      |                                      |                               |                               |                           |                           |                                            |                                            |                                            |                                            |                                            |                                            |                                          |                                          |                                 |                                 |                                 |                                 |                                 |                                 |                                 |                                 |                                  |                                  |                                  |                                  |                                        |                                        |                                        |                                        |                                        |                                        |                          |                          |                          |                          |  |  |                            |                            |                            |                            |                            |                            |  |  |                                  |                                  |                                  |                                  |                                  |                                  |
|  |  |              |              |                      |                      |                                 |                                 | Bertha Benard Vivas                 | Bertha Benard Vivas             | Bertha Benard Vivas             | Bertha Benard Vivas             | Bertha Benard Vivas          | Bertha Benard Vivas          |                              |                              | Filadelfo Chamorro Bolaños | Filadelfo Chamorro Bolaños | Filadelfo Chamorro Bolaños         | Filadelfo Chamorro Bolaños         | Filadelfo Chamorro Bolaños           | Filadelfo Chamorro Bolaños           |                                      |                                      | Dolores Bolaños Chamorro             | Dolores Bolaños Chamorro             | Dolores Bolaños Chamorro      | Dolores Bolaños Chamorro      | Dolores Bolaños Chamorro  | Dolores Bolaños Chamorro  |                                            |                                            | Presidente Diego Manuel Chamorro Bolaños   | Presidente Diego Manuel Chamorro Bolaños   | Presidente Diego Manuel Chamorro Bolaños   | Presidente Diego Manuel Chamorro Bolaños   | Presidente Diego Manuel Chamorro Bolaños | Presidente Diego Manuel Chamorro Bolaños |                                 |                                 | Pedro Joaquin Chamorro Bolaños  | Pedro Joaquin Chamorro Bolaños  | Pedro Joaquin Chamorro Bolaños  | Pedro Joaquin Chamorro Bolaños  | Pedro Joaquin Chamorro Bolaños  | Pedro Joaquin Chamorro Bolaños  |                                  |                                  | Ana María Zelaya Bolaños         | Ana María Zelaya Bolaños         | Ana María Zelaya Bolaños               | Ana María Zelaya Bolaños               | Ana María Zelaya Bolaños               | Ana María Zelaya Bolaños               |                                        |                                        |                          |                          |                          |                          |  |  |                            |                            |                            |                            |                            |                            |  |  |                                  |                                  |                                  |                                  |                                  |                                  |
|  |  |              |              |                      |                      |                                 |                                 | Bertha Benard Vivas                 | Bertha Benard Vivas             | Bertha Benard Vivas             | Bertha Benard Vivas             | Bertha Benard Vivas          | Bertha Benard Vivas          |                              |                              | Filadelfo Chamorro Bolaños | Filadelfo Chamorro Bolaños | Filadelfo Chamorro Bolaños         | Filadelfo Chamorro Bolaños         | Filadelfo Chamorro Bolaños           | Filadelfo Chamorro Bolaños           |                                      |                                      | Dolores Bolaños Chamorro             | Dolores Bolaños Chamorro             | Dolores Bolaños Chamorro      | Dolores Bolaños Chamorro      | Dolores Bolaños Chamorro  | Dolores Bolaños Chamorro  |                                            |                                            | Presidente Diego Manuel Chamorro Bolaños   | Presidente Diego Manuel Chamorro Bolaños   | Presidente Diego Manuel Chamorro Bolaños   | Presidente Diego Manuel Chamorro Bolaños   | Presidente Diego Manuel Chamorro Bolaños | Presidente Diego Manuel Chamorro Bolaños |                                 |                                 | Pedro Joaquin Chamorro Bolaños  | Pedro Joaquin Chamorro Bolaños  | Pedro Joaquin Chamorro Bolaños  | Pedro Joaquin Chamorro Bolaños  | Pedro Joaquin Chamorro Bolaños  | Pedro Joaquin Chamorro Bolaños  |                                  |                                  | Ana María Zelaya Bolaños         | Ana María Zelaya Bolaños         | Ana María Zelaya Bolaños               | Ana María Zelaya Bolaños               | Ana María Zelaya Bolaños               | Ana María Zelaya Bolaños               |                                        |                                        |                          |                          |                          |                          |  |  |                            |                            |                            |                            |                            |                            |  |  |                                  |                                  |                                  |                                  |                                  |                                  |
|  |  |              |              |                      |                      |                                 |                                 |                                     |                                 |                                 |                                 |                              |                              |                              |                              |                            |                            |                                    |                                    |                                      |                                      |                                      |                                      |                                      |                                      |                               |                               |                           |                           |                                            |                                            |                                            |                                            |                                            |                                            |                                          |                                          |                                 |                                 |                                 |                                 |                                 |                                 |                                 |                                 |                                  |                                  |                                  |                                  |                                        |                                        |                                        |                                        |                                        |                                        |                          |                          |                          |                          |  |  |                            |                            |                            |                            |                            |                            |  |  |                                  |                                  |                                  |                                  |                                  |                                  |
|  |  |              |              | Lola Coronel Urtecho | Lola Coronel Urtecho | Lola Coronel Urtecho            | Lola Coronel Urtecho            | Lola Coronel Urtecho                | Lola Coronel Urtecho            |                                 |                                 | Julio Chamorro Benard        | Julio Chamorro Benard        | Julio Chamorro Benard        | Julio Chamorro Benard        | Julio Chamorro Benard      | Julio Chamorro Benard      |                                    |                                    | Fernando Chamorro Chamorro           | Fernando Chamorro Chamorro           | Fernando Chamorro Chamorro           | Fernando Chamorro Chamorro           | Fernando Chamorro Chamorro           | Fernando Chamorro Chamorro           |                               |                               | Mercedes Chamorro Bolaños | Mercedes Chamorro Bolaños | Mercedes Chamorro Bolaños                  | Mercedes Chamorro Bolaños                  | Mercedes Chamorro Bolaños                  | Mercedes Chamorro Bolaños                  |                                            |                                            |                                          |                                          | Margarita Cardenal Argüello     | Margarita Cardenal Argüello     | Margarita Cardenal Argüello     | Margarita Cardenal Argüello     | Margarita Cardenal Argüello     | Margarita Cardenal Argüello     |                                 |                                 | Pedro Joaquín Chamorro Zelaya    | Pedro Joaquín Chamorro Zelaya    | Pedro Joaquín Chamorro Zelaya    | Pedro Joaquín Chamorro Zelaya    | Pedro Joaquín Chamorro Zelaya          | Pedro Joaquín Chamorro Zelaya          |                                        |                                        |                                        |                                        |                          |                          |                          |                          |  |  |                            |                            |                            |                            |                            |                            |  |  |                                  |                                  |                                  |                                  |                                  |                                  |
|  |  |              |              | Lola Coronel Urtecho | Lola Coronel Urtecho | Lola Coronel Urtecho            | Lola Coronel Urtecho            | Lola Coronel Urtecho                | Lola Coronel Urtecho            |                                 |                                 | Julio Chamorro Benard        | Julio Chamorro Benard        | Julio Chamorro Benard        | Julio Chamorro Benard        | Julio Chamorro Benard      | Julio Chamorro Benard      |                                    |                                    | Fernando Chamorro Chamorro           | Fernando Chamorro Chamorro           | Fernando Chamorro Chamorro           | Fernando Chamorro Chamorro           | Fernando Chamorro Chamorro           | Fernando Chamorro Chamorro           |                               |                               | Mercedes Chamorro Bolaños | Mercedes Chamorro Bolaños | Mercedes Chamorro Bolaños                  | Mercedes Chamorro Bolaños                  | Mercedes Chamorro Bolaños                  | Mercedes Chamorro Bolaños                  |                                            |                                            |                                          |                                          | Margarita Cardenal Argüello     | Margarita Cardenal Argüello     | Margarita Cardenal Argüello     | Margarita Cardenal Argüello     | Margarita Cardenal Argüello     | Margarita Cardenal Argüello     |                                 |                                 | Pedro Joaquín Chamorro Zelaya    | Pedro Joaquín Chamorro Zelaya    | Pedro Joaquín Chamorro Zelaya    | Pedro Joaquín Chamorro Zelaya    | Pedro Joaquín Chamorro Zelaya          | Pedro Joaquín Chamorro Zelaya          |                                        |                                        |                                        |                                        |                          |                          |                          |                          |  |  |                            |                            |                            |                            |                            |                            |  |  |                                  |                                  |                                  |                                  |                                  |                                  |
|  |  |              |              |                      |                      |                                 |                                 |                                     |                                 |                                 |                                 |                              |                              |                              |                              |                            |                            |                                    |                                    |                                      |                                      |                                      |                                      |                                      |                                      |                               |                               |                           |                           |                                            |                                            |                                            |                                            |                                            |                                            |                                          |                                          |                                 |                                 |                                 |                                 |                                 |                                 |                                 |                                 |                                  |                                  |                                  |                                  |                                        |                                        |                                        |                                        |                                        |                                        |                          |                          |                          |                          |  |  |                            |                            |                            |                            |                            |                            |  |  |                                  |                                  |                                  |                                  |                                  |                                  |
|  |  |              |              |                      |                      |                                 |                                 |                                     |                                 |                                 |                                 |                              |                              |                              |                              |                            |                            |                                    |                                    |                                      |                                      |                                      |                                      |                                      |                                      |                               |                               |                           |                           |                                            |                                            |                                            |                                            |                                            |                                            |                                          |                                          |                                 |                                 |                                 |                                 |                                 |                                 |                                 |                                 |                                  |                                  |                                  |                                  |                                        |                                        |                                        |                                        |                                        |                                        |                          |                          |                          |                          |  |  |                            |                            |                            |                            |                            |                            |  |  |                                  |                                  |                                  |                                  |                                  |                                  |
|  |  |              |              |                      |                      |                                 |                                 | Edgar Chamorro Coronel              | Edgar Chamorro Coronel          | Edgar Chamorro Coronel          | Edgar Chamorro Coronel          | Edgar Chamorro Coronel       | Edgar Chamorro Coronel       |                              |                              |                            |                            | Blanca Rappaccioli Asenjo          | Blanca Rappaccioli Asenjo          | Blanca Rappaccioli Asenjo            | Blanca Rappaccioli Asenjo            | Blanca Rappaccioli Asenjo            | Blanca Rappaccioli Asenjo            |                                      |                                      | Edmundo Chamorro Chamorro     | Edmundo Chamorro Chamorro     | Edmundo Chamorro Chamorro | Edmundo Chamorro Chamorro | Edmundo Chamorro Chamorro                  | Edmundo Chamorro Chamorro                  |                                            |                                            | Xavier Chamorro Cardenal                   | Xavier Chamorro Cardenal                   | Xavier Chamorro Cardenal                 | Xavier Chamorro Cardenal                 | Xavier Chamorro Cardenal        | Xavier Chamorro Cardenal        |                                 |                                 | Pedro Joaquín Chamorro Cardenal | Pedro Joaquín Chamorro Cardenal | Pedro Joaquín Chamorro Cardenal | Pedro Joaquín Chamorro Cardenal | Pedro Joaquín Chamorro Cardenal  | Pedro Joaquín Chamorro Cardenal  |                                  |                                  | Presidenta Violeta Barrios de Chamorro | Presidenta Violeta Barrios de Chamorro | Presidenta Violeta Barrios de Chamorro | Presidenta Violeta Barrios de Chamorro | Presidenta Violeta Barrios de Chamorro | Presidenta Violeta Barrios de Chamorro |                          |                          |                          |                          |  |  |                            |                            |                            |                            |                            |                            |  |  |                                  |                                  |                                  |                                  |                                  |                                  |
|  |  |              |              |                      |                      |                                 |                                 | Edgar Chamorro Coronel              | Edgar Chamorro Coronel          | Edgar Chamorro Coronel          | Edgar Chamorro Coronel          | Edgar Chamorro Coronel       | Edgar Chamorro Coronel       |                              |                              |                            |                            | Blanca Rappaccioli Asenjo          | Blanca Rappaccioli Asenjo          | Blanca Rappaccioli Asenjo            | Blanca Rappaccioli Asenjo            | Blanca Rappaccioli Asenjo            | Blanca Rappaccioli Asenjo            |                                      |                                      | Edmundo Chamorro Chamorro     | Edmundo Chamorro Chamorro     | Edmundo Chamorro Chamorro | Edmundo Chamorro Chamorro | Edmundo Chamorro Chamorro                  | Edmundo Chamorro Chamorro                  |                                            |                                            | Xavier Chamorro Cardenal                   | Xavier Chamorro Cardenal                   | Xavier Chamorro Cardenal                 | Xavier Chamorro Cardenal                 | Xavier Chamorro Cardenal        | Xavier Chamorro Cardenal        |                                 |                                 | Pedro Joaquín Chamorro Cardenal | Pedro Joaquín Chamorro Cardenal | Pedro Joaquín Chamorro Cardenal | Pedro Joaquín Chamorro Cardenal | Pedro Joaquín Chamorro Cardenal  | Pedro Joaquín Chamorro Cardenal  |                                  |                                  | Presidenta Violeta Barrios de Chamorro | Presidenta Violeta Barrios de Chamorro | Presidenta Violeta Barrios de Chamorro | Presidenta Violeta Barrios de Chamorro | Presidenta Violeta Barrios de Chamorro | Presidenta Violeta Barrios de Chamorro |                          |                          |                          |                          |  |  |                            |                            |                            |                            |                            |                            |  |  |                                  |                                  |                                  |                                  |                                  |                                  |
|  |  |              |              |                      |                      |                                 |                                 |                                     |                                 |                                 |                                 |                              |                              |                              |                              |                            |                            |                                    |                                    |                                      |                                      |                                      |                                      |                                      |                                      |                               |                               |                           |                           |                                            |                                            |                                            |                                            |                                            |                                            |                                          |                                          |                                 |                                 |                                 |                                 |                                 |                                 |                                 |                                 |                                  |                                  |                                  |                                  |                                        |                                        |                                        |                                        |                                        |                                        |                          |                          |                          |                          |  |  |                            |                            |                            |                            |                            |                            |  |  |                                  |                                  |                                  |                                  |                                  |                                  |
|  |  |              |              |                      |                      |                                 |                                 |                                     |                                 |                                 |                                 |                              |                              |                              |                              |                            |                            |                                    |                                    |                                      |                                      |                                      |                                      |                                      |                                      |                               |                               |                           |                           |                                            |                                            |                                            |                                            |                                            |                                            |                                          |                                          |                                 |                                 |                                 |                                 |                                 |                                 |                                 |                                 |                                  |                                  |                                  |                                  |                                        |                                        |                                        |                                        |                                        |                                        |                          |                          |                          |                          |  |  |                            |                            |                            |                            |                            |                            |  |  |                                  |                                  |                                  |                                  |                                  |                                  |
|  |  |              |              |                      |                      |                                 |                                 |                                     |                                 |                                 |                                 |                              |                              |                              |                              |                            |                            |                                    |                                    |                                      |                                      | Fernando Chamorro Rappaccioli        | Fernando Chamorro Rappaccioli        | Fernando Chamorro Rappaccioli        | Fernando Chamorro Rappaccioli        | Fernando Chamorro Rappaccioli | Fernando Chamorro Rappaccioli |                           |                           |                                            |                                            |                                            |                                            |                                            |                                            |                                          |                                          |                                 |                                 |                                 |                                 |                                 |                                 |                                 |                                 | Pedro Joaquín Chamorro Barrios   | Pedro Joaquín Chamorro Barrios   | Pedro Joaquín Chamorro Barrios   | Pedro Joaquín Chamorro Barrios   | Pedro Joaquín Chamorro Barrios         | Pedro Joaquín Chamorro Barrios         |                                        |                                        | Claudia Chamorro Barrios               | Claudia Chamorro Barrios               | Claudia Chamorro Barrios | Claudia Chamorro Barrios | Claudia Chamorro Barrios | Claudia Chamorro Barrios |  |  | Cristiana Chamorro Barrios | Cristiana Chamorro Barrios | Cristiana Chamorro Barrios | Cristiana Chamorro Barrios | Cristiana Chamorro Barrios | Cristiana Chamorro Barrios |  |  | Carlos Fernando Chamorro Barrios | Carlos Fernando Chamorro Barrios | Carlos Fernando Chamorro Barrios | Carlos Fernando Chamorro Barrios | Carlos Fernando Chamorro Barrios | Carlos Fernando Chamorro Barrios |

## Errores de fuentes externas
- Pedro Joaquín Chamorro Alfaro es incorrectamente es nombrado como Pedro Joaquín Chamorro Bolaños en las siguientes fuentes:
  - DATOS HISTORICOS
  - Familia Chamorro
- MSN - ENCARTA

- Pedro Joaquín Chamorro Bolaños es incorrectamente nombrado como Pedro José Chamorro Bolaños en las siguientes fuentes:
  - 3 Conquistador and Colonial Élites of Central America Archivado el 18 de julio de 2011 en Wayback Machine.